# Trzeci rząd Bojka Borisowa
Trzeci rząd Bojka Borisowa – 96. rząd w historii Bułgarii funkcjonujący od 4 maja 2017 do 12 maja 2021.
Gabinet powstał po przedterminowych wyborach parlamentarnych z 26 marca 2017, przeprowadzonych po ogłoszonej w listopadzie 2016 dymisji Bojka Borisowa na skutek porażki kandydatki partii GERB Cecki Caczewej w wyborach prezydenckich. W wyborach partia GERB odniosła zwycięstwo, podjęła następnie rozmowy koalicyjne ze skupiającym ugrupowania narodowo-konserwatywne i nacjonalistyczne sojuszem Zjednoczeni Patrioci (OP), zakończone podpisaniem porozumienia programowego. Skład nowego rządu ogłoszono 3 maja 2017. Dzień później Zgromadzenie Narodowe udzieliło gabinetowi wotum zaufania. Głosy za oddali przedstawiciele koalicjantów oraz partii Wola.
Gabinet funkcjonował przez całą kadencję parlamentu, kończąc urzędowanie w maju 2021, gdy po kolejnych wyborach powołano techniczny rząd Stefana Janewa.

## Skład rządu
- premier: Bojko Borisow (GERB)[3]
- wicepremier: Tomisław Donczew (GERB)
- wicepremier ds. gospodarki i demografii: Waleri Simeonow (OP, do 2018), Marijana Nikołowa (OP, od 2018)
- wicepremier ds. porządku publicznego i bezpieczeństwa, minister obrony: Krasimir Karakaczanow (OP)
- wicepremier ds. reformy wymiaru sprawiedliwości, minister spraw zagranicznych: Ekaterina Zachariewa (GERB)
- minister finansów: Władisław Goranow (GERB, do 2020), Kirił Ananiew (bezp., od 2020)[5]
- minister spraw wewnętrznych: Walentin Radew (GERB, do 2018), Mładen Marinow (bezp., 2018–2020)[6], Christo Terzijski (bezp., od 2020)[5]
- minister rozwoju regionalnego i robót publicznych: Nikołaj Nankow (GERB, do 2018), Petja Awramowa (GERB, od 2018)
- minister pracy i polityki socjalnej: Biser Petkow (GERB, do 2019), Denica Saczewa (GERB, od 2019)
- minister sprawiedliwości: Cecka Caczewa (GERB, do 2019), Danaił Kiriłow (GERB, 2019–2020), Desisława Achładowa (bezp., od 2020)
- minister edukacji i nauki: Krasimir Wyłczew (GERB)
- minister zdrowia: Nikołaj Petrow (GERB, do 2017), Kirił Ananiew (bezp., 2017–2020), Kostadin Angełow (bezp., od 2020)[5]
- minister ds. bułgarskiej prezydencji w Radzie Unii Europejskiej w 2018: Lilana Pawłowa (GERB, do 2018)
- minister kultury: Boił Banow (bezp.)
- minister ochrony środowiska i zasobów wodnych: Neno Dimow (OP, do 2020), Emił Dimitrow (OP, od 2020)
- minister rolnictwa, żywności i leśnictwa: Rumen Porożanow (GERB, do 2019), Desisława Tanewa (GERB, od 2019)
- minister transportu, technologii informacyjnych i łączności: Iwajło Moskowski (GERB, do 2018), Rosen Żelazkow (GERB, od 2018)
- minister gospodarki: Emił Karanikołow (OP, do 2020), Łyczezar Borisow (bezp., od 2020)[5]
- minister energetyki: Temenużka Petkowa (GERB)
- minister turystyki: Nikolina Angełkowa (GERB, do 2020), Marijana Nikołowa (OP, od 2020)[5]
- minister młodzieży i sportu: Krasen Kralew (GERB)